# 유지 (광성후)
유지(劉疌, ? ~ ?)는 전한 말기의 제후로, 광양사왕의 아들이다.

## 행적
원시 2년(2년), 광성후(廣城侯)에 봉해졌다.
광성후 지 7년(8년), 전한이 멸망하여 작위가 박탈되었다.

## 출전
- 반고, 《한서》 권15하 왕자후표 下

| 전임 (첫 봉건) | 전한의 광성후 2년 4월 정유일 ~ 8년 | 후임 (전한 멸망) |